# Western Australian Open
Il Western Australian Open (conosciuto come Western Australian Championships prima dell'era open) è stato un torneo di tennis. Si è giocato a Perth in Australia su campi in erba.

## Albo d'oro

### Singolare maschile
| Anno            | Campione                  | Finalista         | Punteggio          |
| --------------- | ------------------------- | ----------------- | ------------------ |
| 1970            | Fred Stolle               | Phil Dent         | 6–3, 6–3, 9–7      |
| 1971            | Aleksandre Met'reveli (1) | John Alexander    | 7–5, 6–2, 6–2      |
| 1972 (febbraio) | Aleksandre Met'reveli (2) | John Cooper       | 6–2, 3–6, 6–4, 6–1 |
| 1972 (dicembre) | Patrick Proisy            | Wanaro N'Godrella | 7–6, 6–4, 6–3      |
| 1973            | Colin Dibley (1)          | Bob Giltinan      | 6–1, 7–6, 4–6, 6–3 |
| 1974            | Ross Case                 | Geoff Masters     | 6–4, 7–6, 4–6, 7–6 |
| 1975            | John Lloyd                | Ray Ruffels       | 6–1, 6–7, 6–0, 6–3 |
| 1976            | Ray Ruffels               | Ross Case         | 6–0, 7–5, 6–3      |
| 1977            | Non disputato             | Non disputato     | Non disputato      |
| 1978            | John Marks                | Bob Carmichael    | 6–0, 7–5, 6–3      |
| 1979            | Non disputato             | Non disputato     | Non disputato      |
| 1980            | Colin Dibley (2)          | Chris Delaney     | 6–2, 6–4           |
| 1981            | John Fitzgerald           | Syd Ball          | 6–2, 6–2           |

### Singolare femminile
| Anno            | Campionessa            | Finalista             | Punteggio     |
| --------------- | ---------------------- | --------------------- | ------------- |
| 1970            | Margaret Court (1)     | Kerry Melville Reid   | 6–4, 6–4      |
| 1971            | Margaret Court (2)     | Virginia Wade         | 6–1, 6–2      |
| 1972 (febbraio) | Evonne Goolagong (1)   | Ol'ga Morozova        | 6–2, 7–5      |
| 1972 (dicembre) | Margaret Court (3)     | Evonne Goolagong      | 6–3, 6–2      |
| 1973            | Evonne Goolagong (2)   | Kerry Harris          | 7–5, 6–1      |
| 1974            | Margaret Court (4)     | Ol'ga Morozova        | 6–4, 7–5      |
| 1975            | Helga Niessen Masthoff | Lesley Turner Bowrey  | 6–2, 3–6, 6–3 |
| 1976            | Wendy Turnbull         | Renáta Tomanová       | 6–3, 6–4      |
| 1977            | Non disputato          | Non disputato         | Non disputato |
| 1978            | John Marks             | Bob Carmichael        | 6–0, 7–5, 6–3 |
| 1979            | Non disputato          | Non disputato         | Non disputato |
| 1980            | Susan Leo              | Jenny Dimond-Gardiner |               |
| 1981            | Amanda Tobin-Dingwall  | Anne Minter           | 6–0, 6–3      |

### Doppio maschile
| Anno            | Campioni                | Finalisti                          | Punteggio      |
| --------------- | ----------------------- | ---------------------------------- | -------------- |
| 1971            | Syd Ball Bob Giltinan   | Aleksandre Met'reveli John Barlett | 10–8, 6–3, 6–3 |
| 1972 (febbraio) |                         |                                    |                |
| 1972 (dicembre) | Ross Case Geoff Masters | John Cooper Saeed Meer             | 7–6, 6–3       |
| 1973            |                         |                                    |                |
| 1974            |                         |                                    |                |
| 1975            |                         |                                    |                |
| 1976            |                         |                                    |                |
| 1977            | Non disputato           | Non disputato                      | Non disputato  |
| 1978            |                         |                                    |                |
| 1979            | Non disputato           | Non disputato                      | Non disputato  |
| 1980            | Syd Ball Cliff Letcher  | Dale Collings Dick Crealy          | 6–3, 6–4       |

### Doppio femminile
| Anno            | Campionessa                             | Finaliste                        | Punteggio     |
| --------------- | --------------------------------------- | -------------------------------- | ------------- |
| 1970            | Karen Krantzcke Kery Melville           | Margaret Court Winnie Shaw       | 6–1, 6–1      |
| 1971            | Margaret Court (1) Evonne Goolagong (1) | Winnie Shaw Virginia Wade        | 6–4, 7–5      |
| 1972 (febbraio) | Evonne Goolagong (2) Barbara Hawcroft   | Ol'ga Morozova Janet Young       | 3–6, 6–4, 6–3 |
| 1972 (dicembre) | Margaret Court (2) Kazuko Sawamatsu     | Lesley Hunt Evonne Goolagong     | 6–2, 6–3      |
| 1973            | Evonne Goolagong (3) Peggy Michel       | Margaret Smith Court Janet Young | walkover      |
| 1974            | Ol'ga Morozova Martina Navrátilová      | Lesley Hunt Kazuko Sawamatsu     | 6–1, 6–3      |
| 1975            | Lesley Turner Bowrey Christine Matison  | Sue Barker Michelle Tyler        | 6–3, 6–3      |
| 1976            |                                         |                                  |               |
| 1977            | Non disputato                           | Non disputato                    | Non disputato |
| 1978            |                                         |                                  |               |
| 1979            | Non disputato                           | Non disputato                    | Non disputato |
| 1980            |                                         |                                  |               |